# Saxifraga tombeanensis
Saxifraga tombeanensis là một loài thực vật có hoa trong họ Saxifragaceae. Loài này được Boiss. ex Engl. miêu tả khoa học đầu tiên năm 1869.